# Österrike i Eurovision Song Contest 2012
Österrike deltog i Eurovision Song Contest 2012 i Baku i Azerbajdzjan. Landet valde bidrag genom sin nationella uttagningsfinal Österreich rockt den Song Contest.

## Uttagningen
Österrike bekräftade redan i september 2011 sitt deltagande i det kommande årets upplaga av Eurovision Song Contest. I slutet av oktober meddelades att en nationell final skulle hållas i februari 2012. Vem som helst kunde nominera artister till uttagningen och efter en radiotävling meddelades det att 10 finalister skulle meddelas den 1 december i ett 1 timme långt radioprogram. Den 1 december meddelades dock bara 9 av de 10 artister som skulle delta i finalen. Bland finalisterna fanns gruppen Trackshittaz som slutat på andra plats i uttagningen året innan efter Österrikes representant Nadine Beiler. För att fylla den tionde och sista platsen kunde vem som helst skicka in bidrag till fram mot slutet av december. Det meddelades att alla låtar skulle släppas den 9 januari och att det exakta finaldatumet var den 24 februari. Det meddelades även att finalen skulle hållas i ORF Studios i landets huvudstad Wien.
Den 9 januari avslöjades det att Mary Broadcast Band kom att bli den tionde och sista finalisten. På kvällen samma dag presenterades även låtarna live av artisterna vid nattklubben Volksgarten i Wien. De enda bidragen som inte presenterades den kvällen var Blockstars låt som inte skulle släppas innan den 2 februari och även Krautschadls låt. Nästa dag började låtarna att spelas på radion. Endast de 8 låtar som framförts kvällen innan kunde höras den 10 januari. Det meddelades att finalens värdar skulle vara Mirjam Weichselbraun, Robert Kratky och Andi Knoll. De hade alla tre varit värdar året innan också. Den 18 januari hade alla låtar släppts utom Blockstars låt som fick ett nytt datum för släppning, den 3 februari.
Den 29 meddelades det att låten "Crazy swing" som framfördes av bandet !DelaDap hade diskvalificerats från tävlingen eftersom det visat sig att den bröt mot Eurovision Song Contests regler om att inget av 2012 års bidrag får släppas innan den 1 september 2011. Låten hade framförts redan i augusti i en klubb i Ukraina. ORF meddelade att man skulle göra ett beslut mellan tre olika alternativ. Antingen skulle man låta finalen gå av stapeln med endast 9 bidrag, ta inn en annan kandidat att ta bandets plats, eller ge !DelaDap en andra chans med en annan låt från dem. Några dagar senare, den 3 februari, meddelade ORF att man hade gett bandet en ny chans och att de skulle framföra låten "Don't Turn Around" i finalen istället. Låten blev genast tillgänglig till att lyssna på. Några dagar innan själva finalen avslöjades det att flera tidigare representanter för Österrike i ESC skulle finnas på plats vid finalen. Bland dessa fanns Eric Papilaya, Nadine Beiler, Petra Frey och Marianne Mendt som skulle intervjuas under programmets gång.

### Finalen
Finalen gick av stapeln den 24 februari och 10 bidrag deltog om att få äran att representera sitt land i Baku. 2 av de 10 bidragen skulle först gå vidare till en så kallad "superfinal" innan vinnaren var korad. I både den första omgången och i själva "superfinalen" användes 100% telefonröster för att få fram slutresultatet.
|    | Artist              | Sång                      |
| -- | ------------------- | ------------------------- |
| 1  | James Cottriall     | "Stand Up"                |
| 2  | Krautschädl         | "Einsturzgefohr"          |
| 3  | Valerie             | "Comme ça"                |
| 4  | 3punkt5             | "Augenblick"              |
| 5  | Conchita Wurst      | ""That's What I Am""      |
| 6  | Mary Broadcast Band | "How Can You Ask Me?"     |
| 7  | !DelaDap            | "Don't Turn Around"       |
| 8  | Papermoon           | "Vater, father, mon père" |
| 9  | Trackshittaz        | "Woki mit deim Popo"      |
| 10 | Norbert Schneider   | "Medicate My Blues Away"  |

### Superfinalen
Conchita Wurst och Trackshittaz var de som tog sig vidare till superfinalen med sina låtar och fick därmed framträda en gång till. Det var en jämn röstning där Trackshittaz vann hela uttagningen med deras låt "Woki mit deim Popo" efter att ha fått endast två procent fler röster än Conchita Wurst.
|   | Artist         | Sång                 | Röster | Plats |
| - | -------------- | -------------------- | ------ | ----- |
| 1 | Conchita Wurst | "That's What I Am"   | 49%    | 2     |
| 2 | Trackshittaz   | "Woki mit deim Popo" | 51%    | 1     |

## Vid Eurovision
Österrike deltog i den första semifinalen den 22 maj. Där hade de startnummer 16. De tog sig inte vidare till final.